# David W. Harper
Pour les articles homonymes, voir Harper.
David W. Harper est un acteur américain né le 4 octobre 1961 à Abilene, Texas (États-Unis).

## Filmographie
- 1971 : The Homecoming: A Christmas Story (TV) : Jim-Bob Walton
- 1977 : Final Chapter: Walking Tall : Driver of the stolen sherrifs car
- 1982 : A Wedding on Walton's Mountain (TV) : Jim-Bob Walton
- 1982 : Mother's Day on Waltons Mountain (TV) : Jim-Bob Walton
- 1982 : Les Bleus et les Gris (The Blue and the Gray) (feuilleton TV) : James Hale
- 1982 : A Day for Thanks on Walton's Mountain (TV) : Jim-Bob Walton
- 1985 : Fletch aux trousses (Fletch) de Michael Ritchie : L'adolescent en voiture
- 1986 : Class 89 (es) (3:15) de  Larry Gross : Pay-Off guy
- 1993 : A Walton Thanksgiving Reunion (TV) : Jim-Bob Walton
- 1995 : A Walton Wedding (TV) : Jim-Bob Walton
- 1997 : A Walton Easter (TV) : Jim-Bob Walton